# Вильгельм V (герцог Баварии)
Вильгельм V Благочестивый (нем. Wilhelm V der Fromme; 29 сентября 1548; Ландсхут — 7 февраля 1626; Шлайсхайм) — герцог Баварии с 1579 по 1597 из рода Виттельсбахов.

## Ранние годы

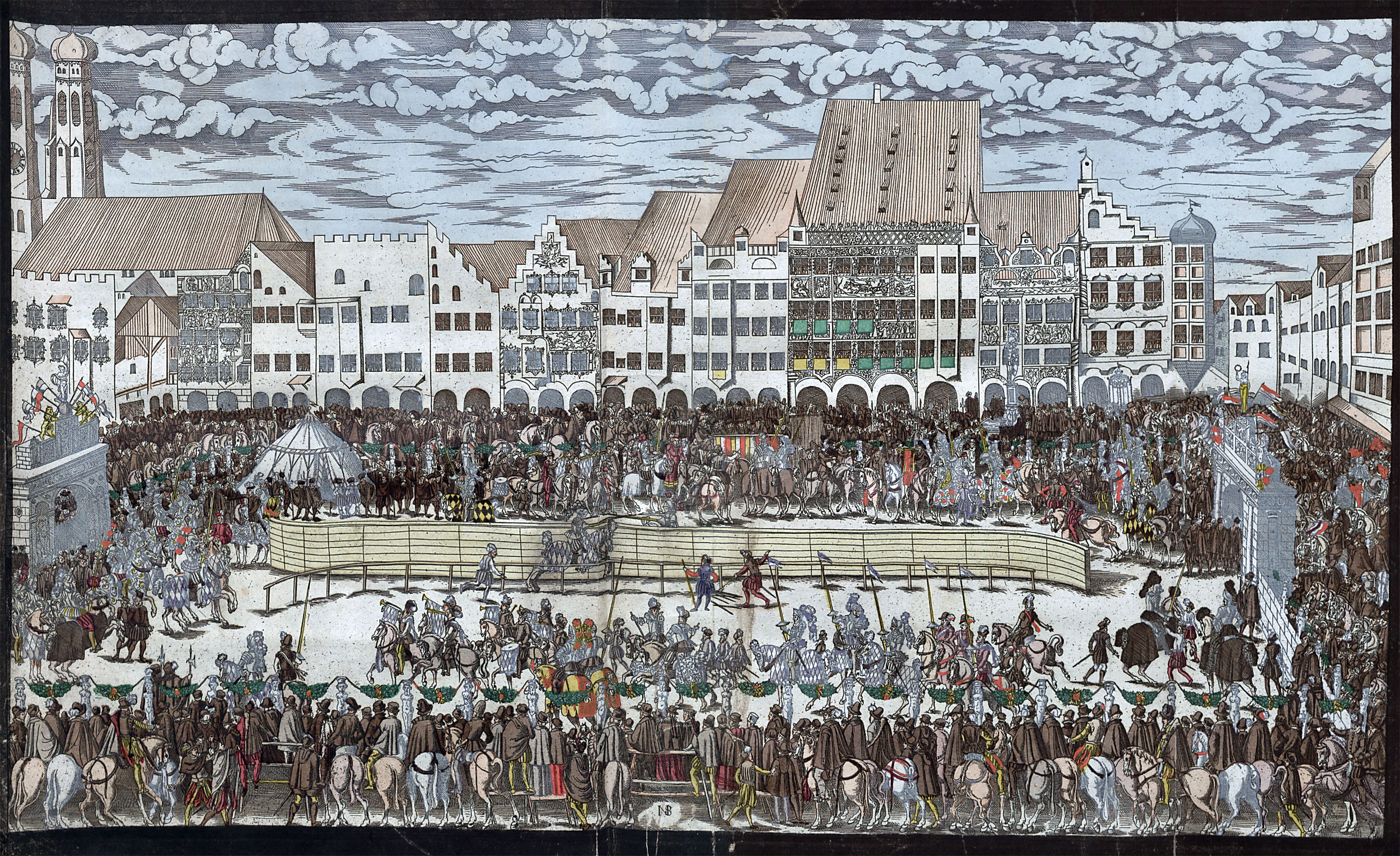
Свадьба Вильгельма и Ренаты

Вильгельм — сын герцога Альбрехта V и его жены Анны Австрийской. Он получил иезуитское образование и выказал свою приверженность принципам Контрреформации. Получил прозвище «Набожный», потому что всё свободное время посвящал мессам, молитвам и религиозной литературе. Участвовал в общественной жизни, был паломником. Он, как наследный принц жил в своей резиденции крепость Траусниц в Ландсхуте. Между 1568 и 1578 он преобразил свой готический замок в произведение Ренессанса.

## Правление

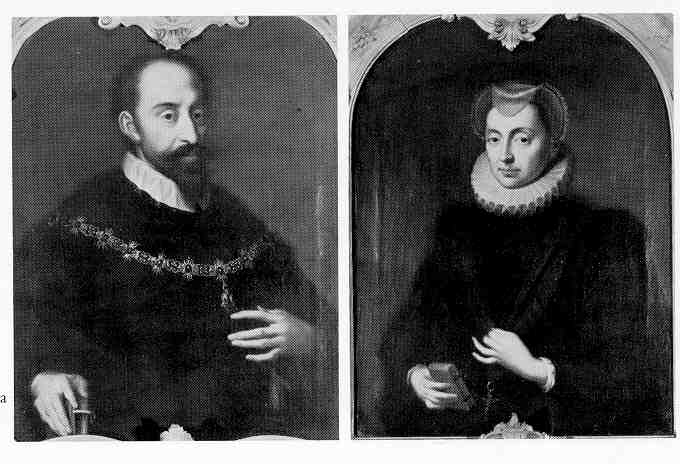
Вильгельм с женой Ренатой

Вильгельм, также как и его отец и дедушка, придерживался Контрреформации. Он сделал своего брата Эрнеста архиепископом Кёльна во время военной кампании 1583 года. Другой его брат Фердинанд командовал баварской армией первые 18 лет Кёльнской войны, чтобы обеспечить баварскому герцогу титул курфюрста. Союзная испанская армия под командованием Алессандро Фарнезе выслала из Кёльна соперника Виттельсбахов за курфюршество Гебхарда фон Вальдбурга. Это закрепило за баварскими герцогами владение архиепископством и курфюршеством на 200 лет, что служило особой гордостью Виттельсбахов.
Во время правления Вильгельма всё некатолическое население вынуждено было покинуть Баварию. Герцог сформировал Духовный совет, следящий за положением религиозных дел страны. Духовный совет строил новые католические монастыри, храмы и школы. В это время произошло большое количество случаев религиозного сожжения ведьм.
Между 1583 и 1597 годами в Мюнхене были построены основные центры Контрреформации — иезуитский колледж и иезуитская церковь Св. Михаила. Расходы на отправку иезуитских миссионеров в Америку и Азию привели к сильному опустошению казны. 15 октября 1597 года Вильгельм решил отречься от престола в пользу своего сына Максимилиана, а сам ушёл в монастырь, где провёл остаток жизни. Умер Вильгельм в 1626 году в заложенном им дворце Шлайсхайм. Похоронен в храме Св. Михаила, который он же и построил, будучи герцогом.

## Семья и дети
Был женат на Ренате Лотарингской (1544—1602) с 22 февраля 1568 в Мюнхене. У них родилось 10 детей, трое из которых умерли в младенчестве или детстве.
- Кристоф (род. и ум. 1570)
- Кристина (1571—1580)
- Максимиллиан I (1573—1651) — герцог Баварии с 1597, курфюрст Баварии с 1623 года.
- Мария Анна (1574—1616) — первая супруга германского императора Фердинанда II.
- Филипп Вильгельм (22 сентября 1576 — 18 мая 1598) — архиепископ Регенсбурга с 1595 года, кардинал с 1597 года.
- Фердинанд (6 октября 1577 — 13 сентября 1650) — архиепископ Кёльнский.
- Элеонора Магдалена (1578—1579)
- Карл (1580—1587)
- Альбрехт VI (26 февраля 1584 — 5 июля 1666), герцог Баварско-Лейхтенбергский
- Магдалена (4 июля 1587 — 25 сентября 1628); муж: с 1613 Вольфганг Вильгельм (4 ноября 1578 — 20 марта 1653), пфальцграф Нойбурга с 1614 года, герцог Юлиха и Берга с 1614 года.